# Diese Kaminskis – Wir legen Sie tiefer!
Diese Kaminskis – Wir legen Sie tiefer! ist eine von ZDFneo produzierte schwarzhumorige Doku-Sitcom. Die Serie schildert Geschehnisse in einem von drei chaotischen Halbbrüdern geleiteten Bestattungsinstitut. Der Pilotfilm wurde 2013 ausgestrahlt, weitere sechs Episoden folgten 2014.

## Handlung
Die drei Halbbrüder Bernd, Michael und Marco Kaminski sind absolute Chaoten und könnten unterschiedlicher nicht sein. Der nervöse Bernd ist von Neurosen geplagt, Michael schüchtern und naiv und Marco ein partyversessener Dummkopf. Hinzu kommt Marcos Freundin Sandy, eine braungebrannte nicht sehr tiefgründige Blondine. Gemeinsam übernehmen sie mangels alternativer Jobangebote in Köln ein heruntergekommenes Bestattungsinstitut. Leider sind sie absolute Laien in diesem Gewerbe und gelangen von einer Katastrophe in die nächste, verlieren dabei aber nicht ihr Selbstbewusstsein und ihre chaotische Kreativität. Unter dem Motto „Zeig mir mal jemanden, der nicht stirbt!“ kümmern sie sich mehr oder weniger pietätvoll um ihre Klientel.

## Hintergrund
Die Serie war als Parodie der in den Privatsendern verbreiteten Doku-Soaps angelegt. So wurden gerne Handkameras und sichtbar angebrachte Mikrofone verwendet, häufig wurden die Handlungen durch Off-Stimmen untermalt. Die Ausstrahlung erfolgte im Rahmen der Fernsehsendung TVLab.

## Schauspieler
| Schauspieler        | Rolle            | Folgen |
| ------------------- | ---------------- | ------ |
| Christina Beyerhaus | Silvia           | 4      |
| Nick Hein           | Marco Kaminski   | 7      |
| Hans Holzbecher     | Keifert          | 3      |
| Kimberly Michel     | Sandy            | 7      |
| David Scheller      | Michael Kaminski | 7      |
| Steffen Will        | Bernd Kaminski   | 7      |

## Episoden
| Folge | Titel                      | Ausstrahlung      |
| ----- | -------------------------- | ----------------- |
| 1     | Pilotfilm                  | 24. August 2013   |
| 2     | Der allerletzte Wunsch     | 5. November 2014  |
| 3     | Sterben und sterben lassen | 12. November 2014 |
| 4     | Alte Liebschaften          | 19. November 2014 |
| 5     | Schlechtes Karma           | 25. November 2014 |
| 6     | Global Player              | 3. Dezember 2014  |
| 7     | Man stirbt nur dreimal     | 10. Dezember 2014 |

## Kritik
„Urkomische Dialoge, verrückt-spritzige Situationen und ebenso bitterböse wie pointierte Seitenhiebe auf ein TV-Genre, mit dem bereits viel zu viel Schindluder getrieben wurde.“

## DVD-Veröffentlichung
Die Serie wurde am 17. Juni 2016 in einer Komplettbox mit den 6 Episoden (ohne Pilotfilm) von Studio Hamburg Enterprises veröffentlicht.